# Kuurne-Brussel·les-Kuurne 2020
La Kuurne-Brussel·les-Kuurne 2020 va ser la 72a edició de la Kuurne-Brussel·les-Kuurne. Es disputà el 2 de març de 2020 sobre un recorregut de 201 km amb sortida i arribada a Kuurne.
El vencedor final fou el danès Kasper Asgreen (Deceuninck-Quick Step) que s'imposà en solitari a Giacomo Nizzolo (NTT Pro Cycling) i Alexander Kristoff (UAE Team Emirates), segon i tercer respectivament.

## Equips
L'organització convidà a 25 equips a prendre part en aquesta cursa:
| WorldTeams (18)- AG2R La Mondiale - Astana - Bora-Hansgrohe - Bahrain McLaren - CCC Team - Cofidis - Deceuninck-Quick Step - EF Pro Cycling - Groupama-FDJ - Ineos - Israel Start-Up Nation - Lotto Soudal - Mitchelton-Scott - Movistar Team - NTT Pro Cycling - Team Sunweb - Trek-Segafredo - UAE Team Emirates ProTeams (7)- Alpecin-Fenix - B&B Hotels-Vital Concept p/b KTM - Bingoal-Wallonie Bruxelles - Circus-Wanty Gobert - Sport Vlaanderen-Baloise - Total Direct Énergie - Uno-X Norwegian Development |
| |

## Classificació final
| \| Classificació general \| Classificació general \| Classificació general \| Classificació general \| Classificació general \| \| Corredor \| Corredor \| Equip \| Temps \| \| \| --------------------- \| --------------------- \| ---------------------- \| --------------------- \| --------------------- \| \| 1r \| Kasper Asgreen \| Deceuninck-Quick Step \| 4h 47' 18" \| \| \| 2n \| Giacomo Nizzolo \| NTT Pro Cycling \| + 3" \| \| \| 3r \| Alexander Kristoff \| UAE Team Emirates \| + 3" \| \| \| 4t \| Fabio Jakobsen \| Deceuninck-Quick Step \| + 3" \| \| \| 5è \| Jasper Stuyven \| Trek-Segafredo \| + 3" \| \| \| 6è \| Hugo Hofstetter \| Israel Start-Up Nation \| + 3" \| \| \| 7è \| Sonny Colbrelli \| Bahrain McLaren \| + 3" \| \| \| 8è \| Ben Swift \| Team Ineos \| + 3" \| \| \| 9è \| Dries Van Gestel \| Total Direct Énergie \| + 3" \| \| \| 10è \| Jürgen Roelandts \| Movistar Team \| + 3" \| \| |                    |                        |            |
| |                    |                        |            |
| Font: ProCyclingStats |                    |                        |            |
| Classificació general |                    |                        |            |
| Corredor | Corredor           | Equip                  | Temps      |
| 1r | Kasper Asgreen     | Deceuninck-Quick Step  | 4h 47' 18" |
| 2n | Giacomo Nizzolo    | NTT Pro Cycling        | + 3"       |
| 3r | Alexander Kristoff | UAE Team Emirates      | + 3"       |
| 4t | Fabio Jakobsen     | Deceuninck-Quick Step  | + 3"       |
| 5è | Jasper Stuyven     | Trek-Segafredo         | + 3"       |
| 6è | Hugo Hofstetter    | Israel Start-Up Nation | + 3"       |
| 7è | Sonny Colbrelli    | Bahrain McLaren        | + 3"       |
| 8è | Ben Swift          | Team Ineos             | + 3"       |
| 9è | Dries Van Gestel   | Total Direct Énergie   | + 3"       |
| 10è | Jürgen Roelandts   | Movistar Team          | + 3"       |